# Esplanada (João Pessoa)
Esplanada é um bairro da zona sul da cidade brasileira de João Pessoa, na Paraíba.

## Limites geográficos
Limita-se ao norte com a BR-230, ao sul com o João Paulo II, a leste com o bairro do Cristo e a oeste com o conjunto Ernâni Sátiro.

## Histórico
Foi construído em 1980 pela Companhia Estadual de Habitação Popular do Estado da Paraíba (CEHAP-PB) em duas etapas (Esplanada 1, em 1980 e Esplanada 2, em 1981). São casas estilo duplex, com 2 quartos, sala, cozinha, banheiro e área de serviço.
O conjunto Esplanada foi destinado ao funcionalismo público, em sua grande maioria policiais militares. Constrúido durante o Governo de Tarcísio Burity (1979-1983).
O conjunto abrigou a lagoa (hoje aterrada) da qual nasceu o Rio Jaguaribe, rio que corta vários bairros da capital. O bairro é pacato, de um povo simples e humilde, mas sobretudo hospitaleiro.

## Infra-estrutura

### Escolas
Possui uma rede educacional que conta com 01 (uma) escola pública denominada Escola Municipal de Ensino Fundamental Anísio Teixeira, situada a rua José Mangueira Saraiva S/N, e outras três particulares também de Ensino Fundamental.
Existe ainda uma creche (Calula Leite) localizada na rua Isaac Lopes Lordão. O bairro conta também com um prédio abrigando quatro unidades do PSF, duas do Esplanada, uma do Ernâni Sátiro e uma do Jardim Cepol, localizadas na rua Maurílio de Almeida na entrada do conjunto.
O bairro conta com uma boa rede coletora de esgotos, todas as ruas são calçadas, e é bastante arborizado.

### Comércio
Seu comércio está baseado em mercadinhos e quitandas, sua maioria situados na principal rua do bairro (rua Lourenço César). O principal mercadinho do bairro era o União que fechou devido a problemas pessoas entre os donos. No local funciona uma padaria. Aqui vai uma tabela:
| Posição | Comércio                     |
| ------- | ---------------------------- |
| 1°      | Mercadinho Ideal             |
| 2°      | Mercadinho L&A               |
| 3°      | Mercadinho Esplanada         |
| 4°      | R&R Verduras e Legumes       |
| 5°      | Depósito de bebidas 24 Horas |
| 7º      | Depósito de Bebidas Kamikaze |
| 8º      | Tia Beré lanchonete          |
| 9º      | Bar do Jurandir              |
| 10°     | Bar do Gerson                |
| 11°     | Bar do Galego                |

## Problemas contemporâneos
Os principais problemas do bairro são as deficiências nos equipamentos de lazer, que são impróprios e/ou inadequados (falta de um campo de futebol) o qual deu lugar à construção de um condomínio residencial (em construção pela MRV (800 unidades); transporte público (uma única linha de ônibus em direção ao centro da cidade, o 102); o número de favelas circunvizinhas e a segurança insuficiente; problema do alagamento em várias ruas: Lourenço César (principal do bairro), Mário Neves do Nascimento, Jane Vieira e Ana Espínola Navarro.